# STS-56
STS-56 — 54-й політ у рамках програми НАСА «Спейс Шаттл», 16-й політ шатлу «Діскавері». Старт відбувся 8 квітня, причому це восьмий нічний старт шатла. Посадка була здійснена 17 квітня 1993 року. У ході місії екіпаж провів низку атмосферних досліджень і спостережень за Сонцем.

## Екіпаж
- (НАСА): Кеннет Камерон (англ. Kenneth D. Cameron) (2)[1] — командир;
- (НАСА): Стівен Освальд (англ. Stephen S. Oswald) (2) — пілот;
- (НАСА): Майкл Фоул (англ. C. Michael Foale) (2) — фахівець польоту;
- (НАСА): Кеннет Кокрелл (англ. Kenneth D. Cockrell) (1) — фахівець польоту;
- (НАСА): Еллен Очоа (англ. Ellen Ochoa) (1) — фахівець польоту.

Еллен Очоа стала першою іспаномовною американкою в космосі.

## Опис польоту
Політ був присвячений вивченню озонового шару атмосфери над північною півкулею за допомогою лабораторії ATLAS-2. Її назва є акронімом від англ. Atmospheric Laboratory for Applications and Science (Лабораторія для фундаментальних і прикладних досліджень атмосфери).
ATLAS-2 призначена для збору даних про взаємозв'язок між виходом сонячної енергії і середніми шарами атмосфери Землі. Вона включала в себе шість приладів, встановлених на секції «Спейслеб» у вантажному відсіку і сьомою на стіні відсіку:
- ATMOS — спектроскопія слідів атмосферних молекул;
- MAS — міліметровий атмосферний зонд;
- SSBUV/A — ультрафіолетовий спектрометр (на стіні вантажного відсіку);
- SOLSPEC — вимірювання сонячного спектра;
- SUSIM — моніторинг ультрафіолетового випромінювання Сонця;
- ACR — активний резонансний радіометр;
- SOLCON — вимірювання сонячної постійної.

Також екіпаж шаттла вивів на орбіту науково-дослідний супутник SPARTAN (англ. Shuttle Pointed Autonomous Research Tool for Astronomy) для спостереження сонячної корони. Після двох діб автоматичної роботи апарата, він був захоплений маніпулятором шаттла і повернений у вантажний відсік «Діскавері».
Під час польоту STS-56 астронавтам «Діскавері» вперше вдалося зв'язатися з орбітальною станцією «Мир» за допомогою радіоаматорських засобів зв'язку.

## Емблема
Розроблена членами екіпажу, зображення місії з кабіни шатла. У відсіку корисного навантаження видно обладнання ATLAS-2, SSBUV і SPARTAN. Оскільки наукові дослідження на лабораторії ATLAS-2 проводяться за програмою «Місія до планети Земля», на емблемі присутній зображенні планети Земля. Вгорі розташоване стилізоване зображення атмосфери у вигляді колірного спектра і Сонця у вигляді двоколірної корони. Імена командира і пілота розміщені на тлі Землі, інших астронавтів — на тлі космосу.

## Галерея

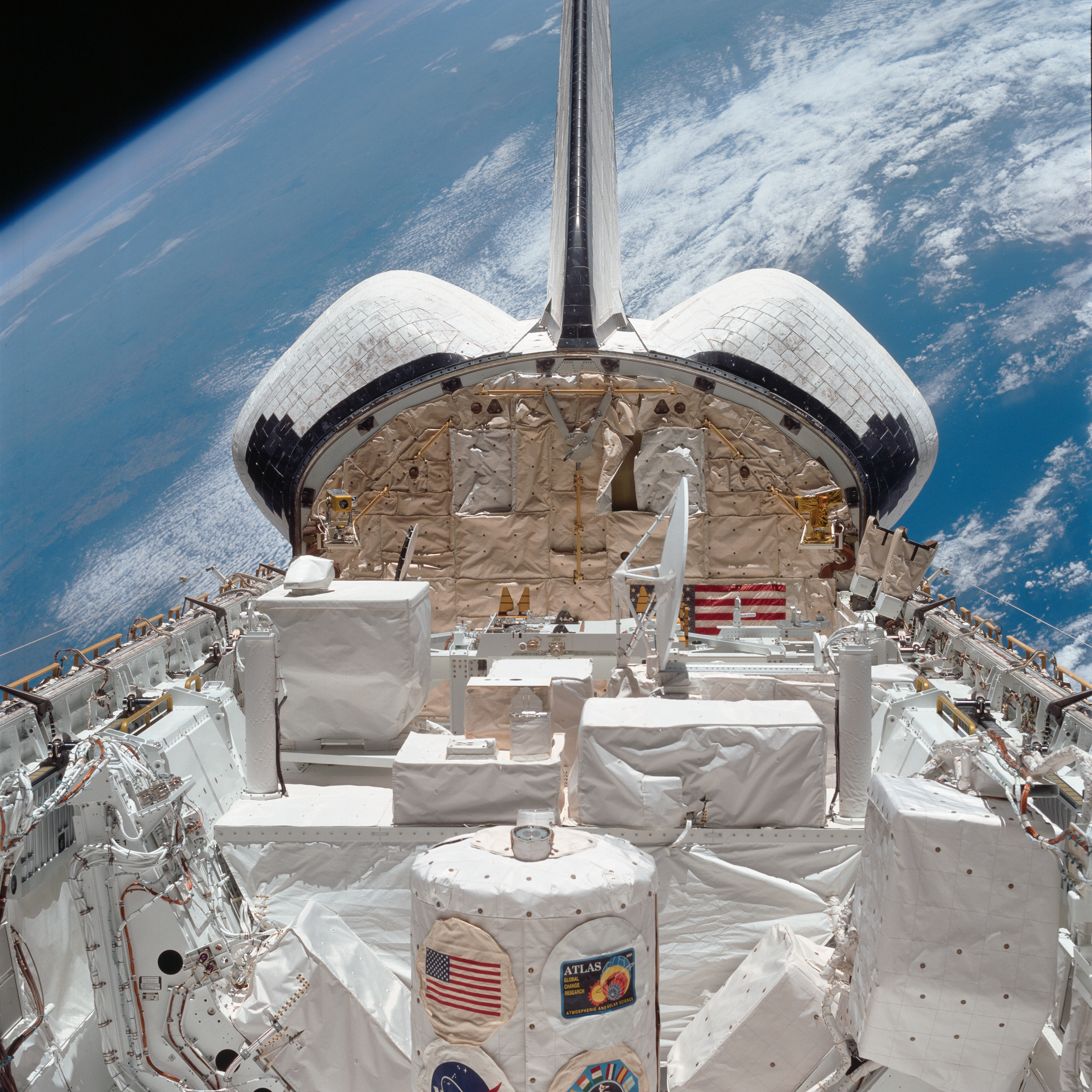
Вид на вантажний відсік шатлу з приладами лабораторії ATLAS-2
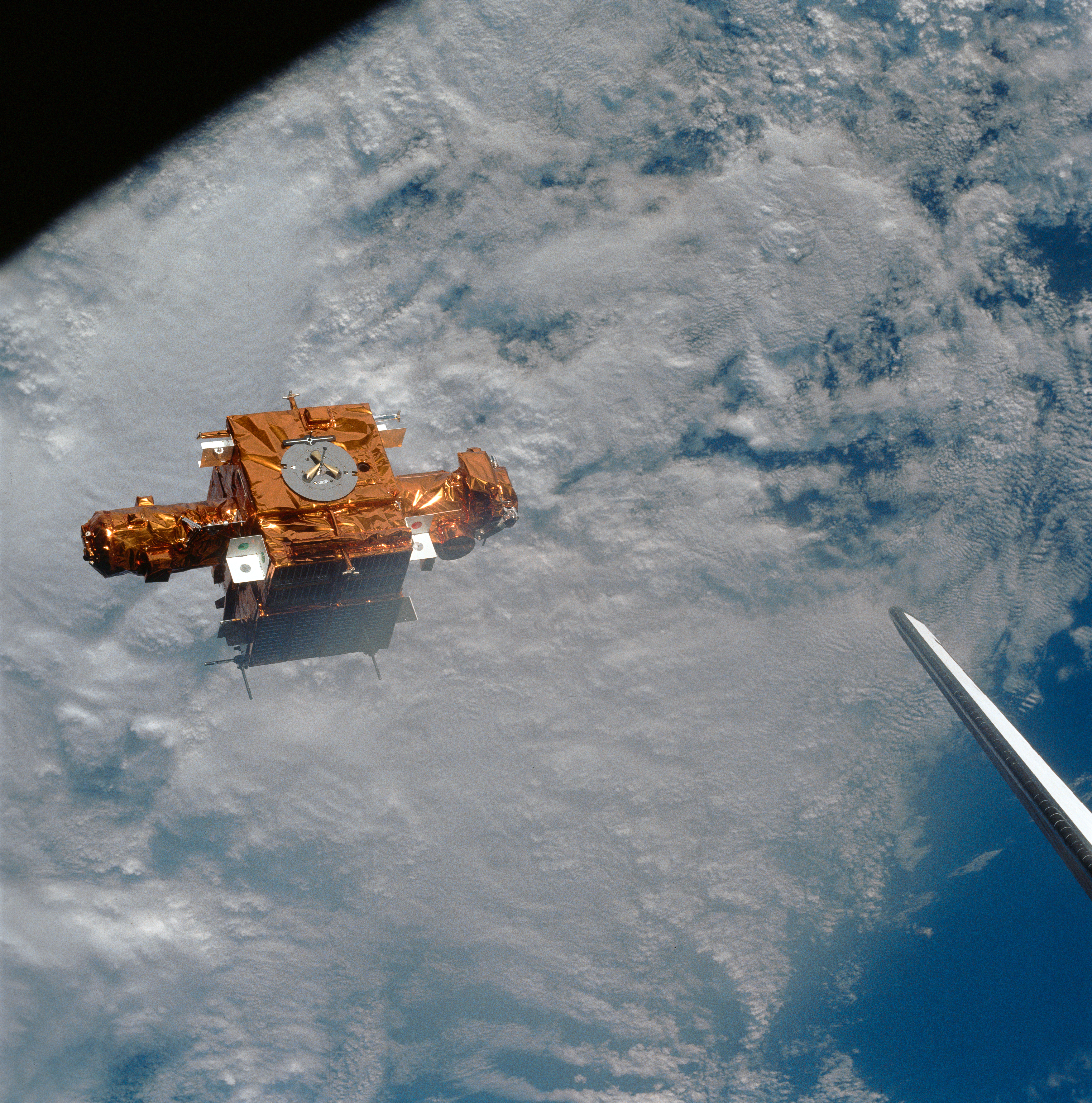
Запуск супутника SPARTAN
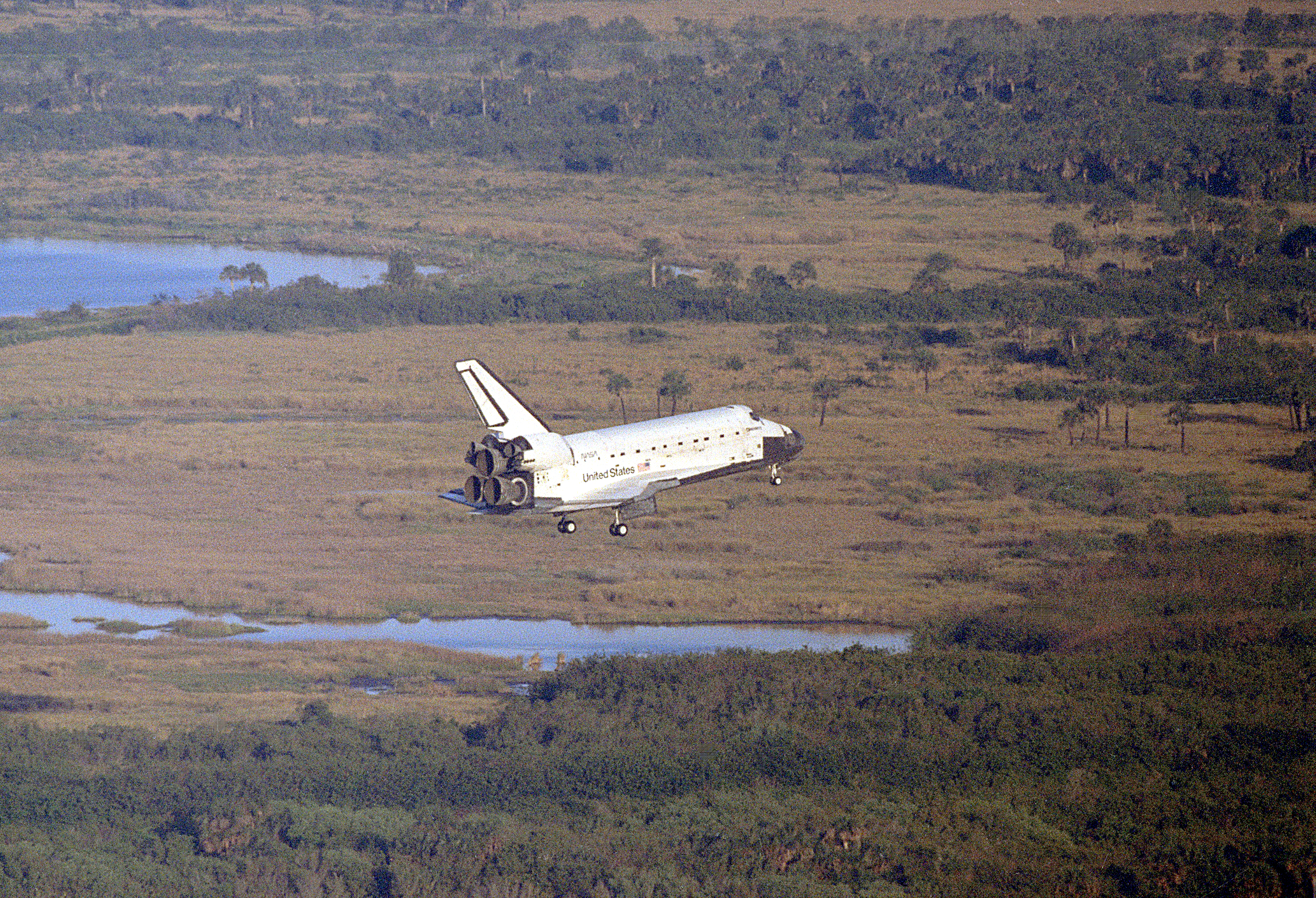
Закінчення місії STS-56: посадка шаттла на КЦ Кеннеді
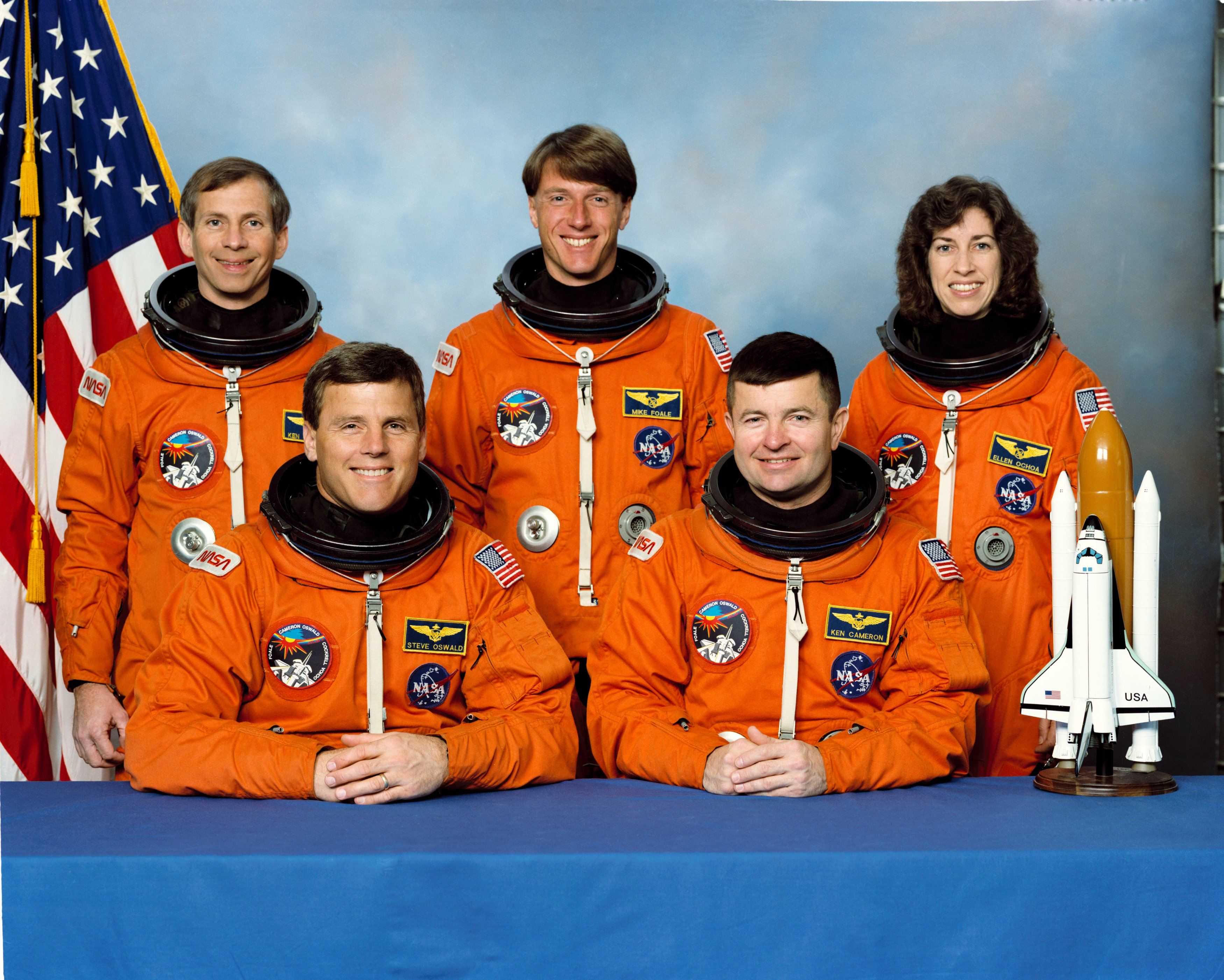
Екіпаж STS-56. Зліва направо: Сидять: Освальд, Камерон; Стоять: Кокрелл, Фоул, Очоа